# Orasema janzeni
Orasema janzeni (лат.) — вид паразитических наездников рода Orasema из семейства Eucharitidae. Паразитоиды личинок и куколок муравьев. Назван в честь американского энтомолога Daniel Janzen (University of Pennsylvania, США) за его крупный вклад в изучение тропической биологии Коста-Рики.

## Распространение
Встречаются в Неотропике: Коста-Рика.

## Описание
Мелкие хальцидоидные наездники, длина 3—4 мм. От близких видов отличается следующими признаками: верхняя губа с 4-6 пальцами, скапус и ноги жёлтые, лицевая скульптура сетчатая, вершина морщинистая, мезосома грубо морщинисто-ареольная и голубовато-зелёная с красноватыми пятнами на спине, переднее крыло частично покрыто щетинками, но с голыми базальной областью и зеркальцем в основании, а заднее крыло с редуцированным покрытием микрощетинками в базальной половине. Предположительно как и другие близкие виды паразитоиды личинок и куколок муравьев 
Вид был впервые описан в 2020 году американскими гименоптерологами Джоном Хэрати и Остином Бейкером (Department of Entomology, University of California, Riverside, США).